# Svištovski mir
Svištovski mir, mirovni sporazum potpisan u gradu Svištovu, 4. kolovoza 1791. godine između Habsburške monarhije i Osmanskog Carstva. Tim mirom okončan je habsburško-turski rat koji je započet 1788. godine i bio posljednji veliki vojni sukob između te dvije države, a Habsburgovci su njime dobili hrvatske gradove i utvrde Cetin, Drežnik, Lapac, Srb, te područje oko Plitvičkih jezera koji su pripojeni Vojnoj krajini, dok su u ratu osvojeni gradovi Bosanski Novi, Bosanska Dubica, Bosanska Gradiška, Beograd i osvojeni dijelovi Srbije bili vraćeni u sastav Osmanskog Carstva.
Granice ostvarene Svištovskim mirom imaju veliku povijesnu važnost, jer su se odrazile i na današnje granice između Republike Hrvatske i Bosne i Hercegovine.

## Vanjske poveznice
- Svištovski mir Hrvatska enciklopedija
- Mir između Osmanlija i Habsburške monarhije u Svištovu 1791. povijest.hr